# Tetanoceroides bisetosus
Tetanoceroides bisetosus är en tvåvingeart som först beskrevs av Thomson 1869.  Tetanoceroides bisetosus ingår i släktet Tetanoceroides och familjen kärrflugor. Inga underarter finns listade i Catalogue of Life.